# Johann von Keppel
Johann von Keppel (* im 16. Jahrhundert; † 10. August 1586) aus dem Adelsgeschlecht derer von Keppel war Domherr in Münster.

## Leben
Johann von Keppel wurde als Sohn des Johann von Keppel zu Horst und dessen Gemahlin Elisabeth von Münster geboren. Im Jahre 1578 wurde er in das Domkapitel Münster aufgenommen und zwei Jahre später emanzipiert. Johann studierte an der Sorbonne in Paris und legte am 12. Juli 1580 einen Studiennachweis vor. Am 5. August 1586, kurz vor seinem Tode, wollte Johann seine Präbende mit Hermann von Keppel, Domherr in Paderborn, tauschen.